# L.S. Lowry

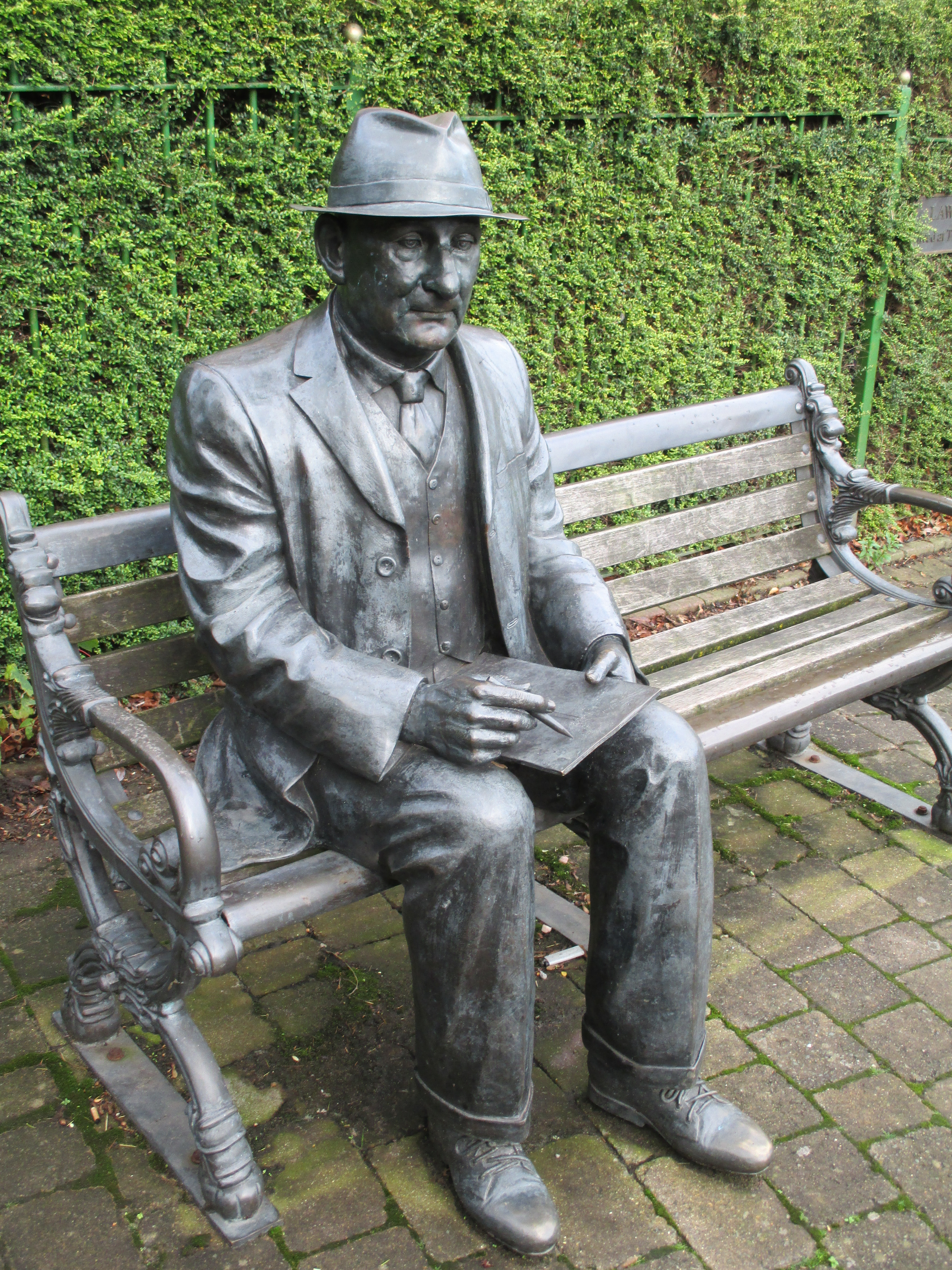
Standbeeld van Lowry in Mottram

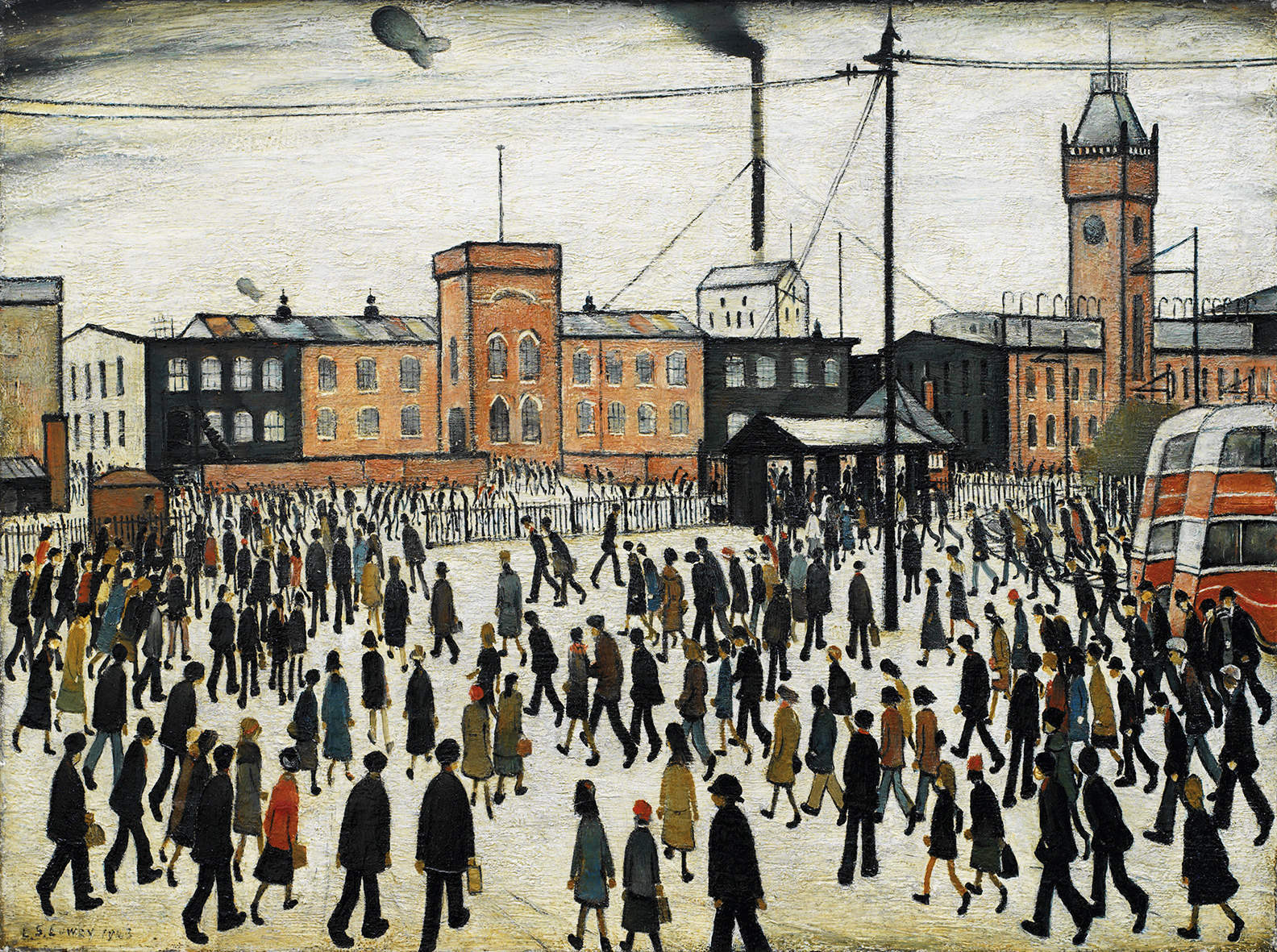
Going to Work, 1943

Laurence Stephen Lowry, signerend als L.S. Lowry (Stretford, 1 november 1887 - Glossop, 23 februari 1976), was een Engels kunstschilder. Hij werd vooral bekend door zijn modernistische weergaven van het industriële leven in Noord-Engeland.

## Leven en werk
Lowry werd geboren in een weinig inspirerende, eenvoudige omgeving, met een introverte vader, die werkte als lage ambtenaar, en dominante, veeleisende moeder. Na zijn schooltijd ging hij werken bij de Pall Mall-fabrieken in Manchester, waar hij tot aan zijn pensioen in 1952 in dienst zou blijven. Naast zijn werk volgde hij tekenlessen en in 1905 werd hij toegelaten op de Manchester School of Art. Hij studeerde er onder andere bij de Franse impressionist Pierre Adolphe Valette, die van grote invloed op zijn uiteindelijke stijl zou blijken. In 1925 verhuisde hij naar Salford, waar hij meer dan 30 jaar zou wonen en werken.
Lowry's vroege werk is duidelijk impressionistisch, later ook met invloeden vanuit het expressionisme. Uiteindelijk ontwikkelde hij een heel persoonlijke, vrij ruwe modernistische stijl, die uniek is binnen de Engelse kunsthistorie. Het meest bekend werd hij door zijn gevoelvolle weergaven van het industriële leven in Noord-Engeland, met ruggelings tegen elkaar gebouwde huizen en figuren die wel ooit "luciferhoutjes" werden genoemd, maar vol beweging zijn. Daarnaast schilderde hij ook mysterieuze "mensloze" landschappen en portretten. Vaak gebruikte hij vrij matte, sombere kleuren, die hij direct op het doek schilderde, zonder voorafgaande schets. Na zijn dood werden een reeks erotische werken aan de openbaarheid prijsgegeven.
Lowry leidde een vrij teruggetrokken leven, hield er niet van in de belangstelling te staan en werd in 1939 min of meer "per ongeluk" ontdekt door een journalist van The Guardian. Tijdens de Tweede Wereldoorlog werd hij benoemd tot officiële "War Artist". Na zijn pensionering in 1952 steeg zijn roem geleidelijk tot grote hoogte, niettegenstaande zijn teruggetrokken leven. Hij weigerde systematisch een aantal belangrijke onderscheidingen, waaronder de Orde van het Britse Rijk en het ridderschap in 1968. Van de andere kant stoorde hij zich er altijd aan als mensen hem een autodidactische amateur noemden.
Lowry overleed in 1976, op 88-jarige leeftijd. Hij maakte in zijn leven zo'n 1000 schilderijen en 800 tekeningen, waarvan een grote collectie te zien is in het Lowry Centre te Salford. Ook de Tate Gallery in Londen bezit 23 werken van zijn hand. Zijn werk Going to the Match bracht op een veiling bij Christie's in 1999 bijna 2 miljoen pond op, in 2007 werd er 3,8 miljoen pond betaald voor zijn Good Friday, Daisy Nook.
Eind 2019 werd een werk van Lowry getoond, getiteld The Mill, Pendlebury, waarover in de literatuur niets bekend was. Het schilderij toont de Acme Spinning Company Mill, de eerste katoenspinnerij in het Verenigd Koninkrijk die volledig elektrisch opereerde vanaf de opening in 1905 tot de sluiting in 1959. Het toont de herkenbare stijl van Lowry met veel mensfiguren. Het schilderij werd 21 januari 2020 geveild door Christie's. Het bracht ruim € 2.500.000 (exclusief veilingkosten) op.